# Велмајо (Варезе)
Велмајо је насеље у Италији у округу Варезе, региону Ломбардија.
Према процени из 2011. у насељу је живело 127 становника. Насеље се налази на надморској висини од 385 м.